# 알베아르 팰리스 호텔

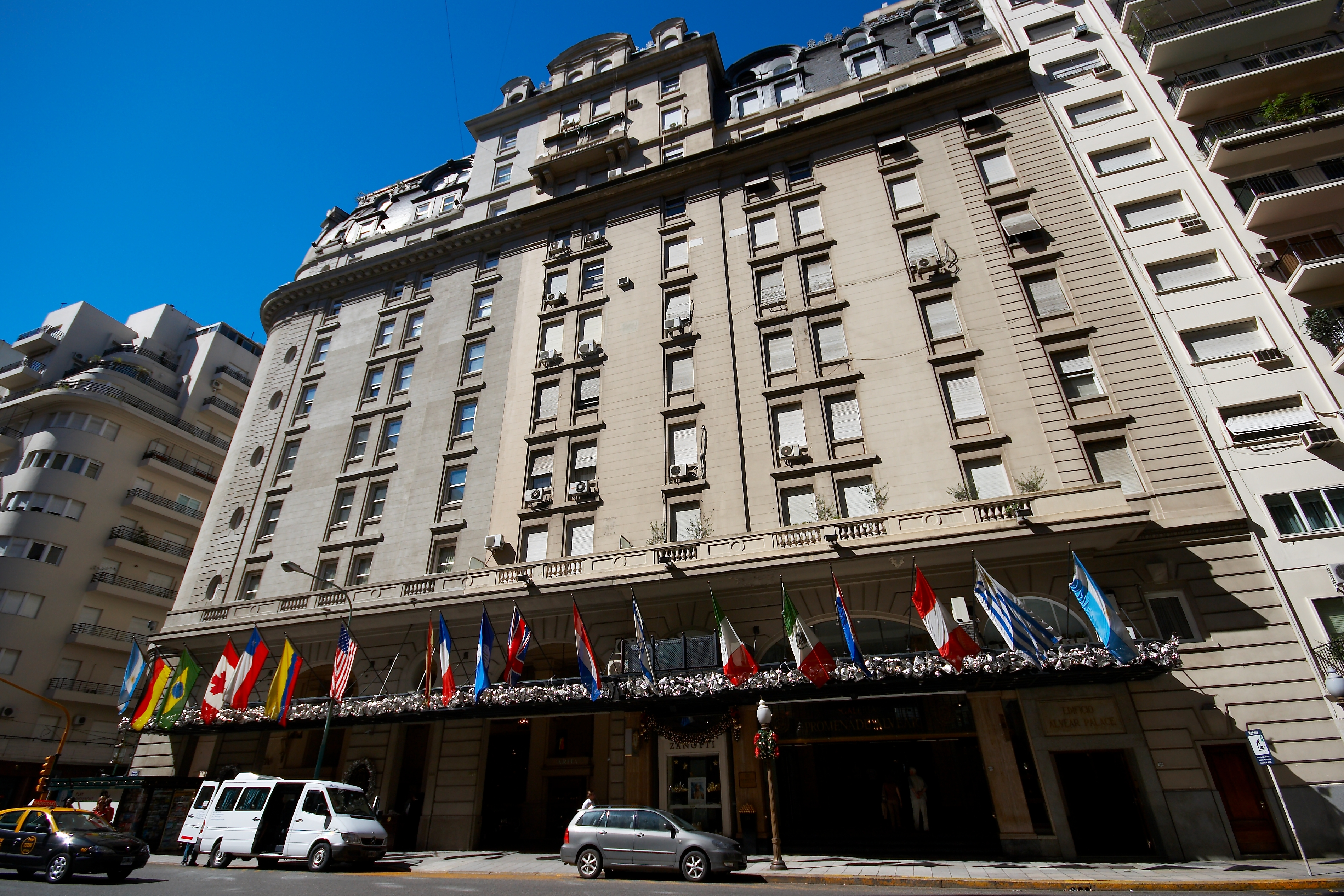
알베아르 대로 쪽에서 보이는 파사드. 호텔은 10년의 차이를 두고 두 단계로 건설되어 색깔의 차이가 눈에 띈다.

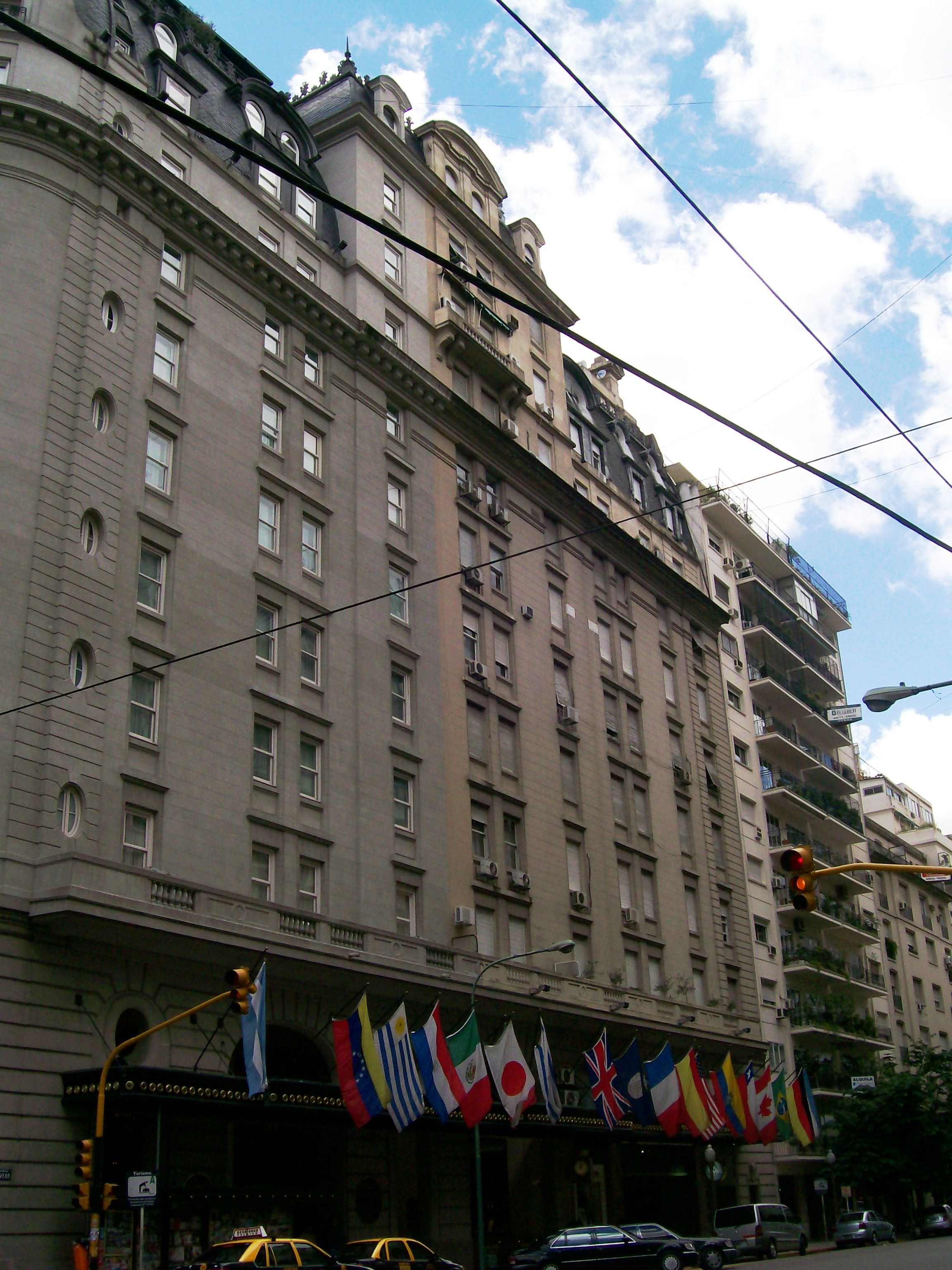
리오밤바 거리 쪽에서 본 호텔.

알베아르 팰리스 호텔(스페인어: Alvear Palace Hotel)은 아르헨티나 부에노스아이레스의 레콜레타에 위치한 고급 호텔로, 알베아르 대로와 아야쿠초 거리의 교차점에 위치하고 있다. 이 호텔은 10년간의 설계 및 건설기간을 거쳐 1932년에 개관하였으며, 2003년에 부에노스아이레스의 건축 및 역사 기념물로 지정되었다.

## 역사
1920년대 라파엘 데 미에로 박사는 파리에서 여행 중 부에노스아이레스에 호텔을 세우기 위한 목적으로 다양한 문서를 수집하여 아르헨티나로 가지고 왔다. 이 계획을 실행하기 위해서 그는 부유한 상류층의 저택이 철거된 자리의 알베아르 대로와 로드리게스 페냐 거리의 코너의 땅을 샀다. 작업은 1922년에 시작되었지만 여러 번 중단되었고, 기존 계획은 수정되었다. 1940년대에 호텔은 상류층의 저택이 있던 같은 알베아르 대로에 있는 근처의 땅까지 확장되었다.